# アイボリー・ゲート
アイボリー・ゲート　(Ivory Gate)　は日本のハードロックバンド。
1979年にギターのロミーが中心となりバンドを結成。1980年代に東京や全国のライブハウスで演奏を行い、インディーズバンドのライブハウスツアーの先駆けともなった。当時は歌詞が全て英語で、典型的な日本のロックバンドとは一線を画しており、米国のラジオでも取り上げられている。現在は、ギター兼ボーカルのロミー、ドラムのレオ、ベースのティーティーの3人で活動中。

## 概要
1979年に英国から帰国したギターのロミーが中心となり、ハリケーンのベースとアイボリー・ゲートを結成。バンド名はギリシャ神話の象牙の門　(アイボリー・ゲート)　を由来としており、一般的には真実の門といわれている角の門を煩悩に支配される現実とし、これに対する象牙の門を理想を追い求め夢へと続く門とする独自の解釈をベースとしている。1981年にドラムのレオが参加し、ギターのロミー、ボーカルのジェイ、ベースのロッキーの４名でRVCレコード（BMG JAPANの前身、1987年解散）と契約。ファースト・シングル『Live A Midnite Sun/Time In Your Life』をリリース。初回プレス即完売。1980年代前半に東京や全国のライブハウスでライブ活動を行い、各地のライブハウスの動員記録を塗り替え、インディーズ・バンドのライブハウスツアーの先駆けとなる。1980年代後半はメンバーチェンジなどがあり、バンドは一時解散するものの、1993年にロミーが参加した骨髄バンク登録推進キャンペーンイベント『Human Love Aid』を機に再結成の準備をすすめる。2001年にベースのティーティーが参加し、ギター兼ボーカルのロミー、ドラムのレオとの３名でアイボリー・ゲートの活動を再開する。

## ディスコグラフィー
- 『Like A Midnite Sun』 1981
- 『New Frontier』1987
- 『Live Bootleg at Crocodile』 2010